# Juliët Lohuis
Juliët Lohuis (Oldenzaal, 10 september 1996) is een Nederlands volleybalster die speelt als middenblokker. Zij maakt deel uit van de Nederlandse vrouwenvolleybalploeg.
Lohuis begon met volleyballen bij VV Pollux in Oldenzaal en ging vervolgens naar Set-up '65 in Ootmarsum. Daarna speelde ze in de Eerste Liga bij het talenten-team van Papendal in Arnhem, Eurosped Almelo en Coolen Alterno in Apeldoorn. 
In deze tijd speelde zij ook in het Nationale Juniorenteam voor vrouwen.
In 2017 maakte ze de overstap naar de Duitse Bundesliga bij USC Münster.
In 2018 was zij deelneemster aan de FIVB Volleybal Nations League voor vrouwen. In oktober van dat jaar maakte zij voor het eerst deel uit van de Nederlandse vrouwenvolleybalploeg, die de halve finale van het Wereldkampioenschap volleybal vrouwen 2018 in Japan bereikte. In 2019 stapte ze over naar Allianz MTV Stuttgart. In 2022 stapte ze over naar de Italiaanse club VBC Casalmaggiore. In 2023 behaalde ze met de Nederlandse vrouwenvolleybalploeg brons tijdens het Europees kampioenschap in Brussel.
Sarah van Aalen · Indy Baijens · Britt Bongaerts · Anne Buijs · Nika Daalderop · Elles Dambrink · Marrit Jasper · Jolien Knollema · Juliët Lohuis · Celeste Plak · Florien Reesink · Eline Timmerman